# Alexandre Simoni
Alexandre Torres Simoni, né le 2 juillet 1979 à São Paulo, est un joueur de tennis brésilien, professionnel entre 1997 et 2007.

## Carrière
Son meilleur résultat dans un tournoi ATP est une demi-finale à Bogota et à Costa do Sauípe en 2001. En double, il a atteint la finale de l'Open des Pays-Pas en 2002.
Son palmarès sur le circuit secondaire fait état de trois tournois Challenger en simple à Gramado et Brașov en 2000 et Edimbourg en 2001, et neuf en double entre 1999 et 2006. Il s'est également imposé à 17 reprises sur le circuit Future.
Sélectionné à 4 reprises en équipe de Coupe Davis, il a joué le double lors du premier tour en 2001 et 2002 ainsi que deux matchs en zone américaine en 2004.

## Palmarès

### Finale en double messieurs
| No | Date       | Nom et lieu du tournoi  | Catégorie   | Dotation  | Surface      | Vainqueurs                 | Partenaire | Score     |          |
| -- | ---------- | ----------------------- | ----------- | --------- | ------------ | -------------------------- | ---------- | --------- | -------- |
| 1  | 15-07-2002 | Energis Open Amersfoort | Int' Series | 356 000 $ | Terre (ext.) | Jeff Coetzee Chris Haggard | André Sá   | 7-61, 6-3 | Parcours |

## Parcours dans les tournois duGrand Chelem

### En simple
| Année | Open d'Australie | Open d'Australie | Internationaux de France | Internationaux de France | Wimbledon       | Wimbledon | US Open         | US Open     |
| ----- | ---------------- | ---------------- | ------------------------ | ------------------------ | --------------- | --------- | --------------- | ----------- |
| 2001  | —                | —                | —                        | —                        | —               | —         | 1er tour (1/64) | A. Gaudenzi |
| 2002  | 2e tour (1/32)   | A. Pavel         | —                        | —                        | 1er tour (1/64) | K. Beck   | —               | —           |

N.B. : à droite du résultat se trouve le nom de l'ultime adversaire.

### En double
| Année | Open d'Australie | Open d'Australie | Internationaux de France | Internationaux de France | Wimbledon | Wimbledon | US Open                 | US Open              |
| ----- | ---------------- | ---------------- | ------------------------ | ------------------------ | --------- | --------- | ----------------------- | -------------------- |
| 2002  | —                | —                | —                        | —                        | —         | —         | 1er tour (1/32) D. Melo | J. Levinský D. Škoch |

N.B. : le nom du ou de la partenaire se trouve sous le résultat ; le nom des ultimes adversaires se trouve à droite.

## Parcours dans lesMasters 1000
| Année | Indian Wells | Miami            | Monte-Carlo | Rome | Hambourg | Canada | Cincinnati | Madrid | Paris |
| ----- | ------------ | ---------------- | ----------- | ---- | -------- | ------ | ---------- | ------ | ----- |
| 2001  | —            | 1er tour A. Ilie | —           | —    | —        | —      | —          | —      | —     |

N.B. : sous le résultat se trouve le nom de l’ultime adversaire.